# Slaget vid Manzikert
Slaget vid Manzikert stod den 26 augusti 1071 mellan å ena sidan den bysantinska armén under kejsar Romanos IV, där det även ingick vikingar och armenier, och den seldjukiska armén under Alp Arslan på den andra. 
Manzikert (dagens Malazgirt i provinsen Muş i östra delen av Turkiet) var ett viktigt handelscentrum i kungariket Armenien och senare i det östromerska riket, det vill säga det Bysantinska riket. 
Slaget utkämpades i närheten av staden den 26 augusti 1071. Seldjukerna segrade och kejsar Romanos togs tillfånga. Bysantinarna led ett förkrossande nederlag, vilket medförde en omfattande religiös och etnisk omvälvning i Anatolien i och med att de muslimska seldjukerna vann kontroll över området.
Slaget ledde till upprättandet av det seldjukiska sultanatet Rum i Anatolien och anses vara början till slutet för det bysantinska riket. För Bysans var förlusten av Anatolien ett ödeläggende slag eftersom området var den tätast befolkade delen av riket. Oförmögen att återta de förlorade landområdena såg sig den nye kejsaren, Alexios I Komnenos, nödd att be om hjälp från väst. Påven Urban II svarade med att uppmana kristna till att befria det heliga landet från muslimskt styre, vilket ledde till korstågen.